# Lidio Massagrande
Lidio Massagrande (Villafranca di Verona, 31 agosto 1924 – ...) è stato un calciatore italiano, di ruolo centrocampista.

## Carriera
Giocò per una stagione in Serie A nel Venezia e per sei stagioni in Serie B con Mantova, Venezia e Salernitana. Nel dicembre 1950 passò dal Venezia alla Reggina in Serie C, dove rimase fino al 1952 per poi trasferirsi alla Salernitana, squadra in cui disputò gli ultimi sei anni della sua carriera.